# Andrzej Aleksandrowicz Sanguszko
Ne doit pas être confondu avec Andrzej Michałowicz Sanguszko.
Pour les articles homonymes, voir Aleksandrowicz.
Pour les autres membres de la famille, voir Famille Sanguszko.
Andrzej Aleksandrowicz Sanguszko († 1534), prince de la famille Sanguszko, staroste de Włodzimierz (1508-1531).

## Biographie
Il est le fils de Aleksander Sanguszkowic.

## Mariage et descendance
Il épouse Maria Ostrogska, et a pour enfants :
- Roman ;
- Fedor (vers 1500-1547) ;
- Zofia ;
- Maria ;
- Zofia ;
- Fiedora ;
- Wasylisa ;
- Helena.

Il épouse ensuite Bohdana Odyncewicz qui lui donne une fille 
- Hanna († 1561) épouse d'Iwan Bohdanowicz Sapieha